# Astragalus schelichowii
Astragalus schelichowii är en ärtväxtart som beskrevs av Porphir Kiril Nicolai Stepanowitsch Turczaninow. Astragalus schelichowii ingår i släktet vedlar, och familjen ärtväxter. Inga underarter finns listade i Catalogue of Life.